# Contea di Deuel (Dakota del Sud)
La contea di Deuel ( in inglese Deuel County ) è una contea dello Stato del Dakota del Sud, negli Stati Uniti. La popolazione al censimento del 2000 era di 4 498 abitanti. Il capoluogo di contea è Clear Lake.